# Taylor Schilling
Taylor Schilling (ur. 27 lipca 1984 w Bostonie) – amerykańska aktorka, wystąpiła m.in. w głównej roli w amerykańskim serialu Orange Is the New Black.

## Wczesne lata
Schilling urodziła się w Bostonie, w stanie Massachusetts. Jej matka była administratorką Massachusetts Institute of Technology, a ojciec prokuratorem. Po tym, jak jej rodzice rozwiedli się, Schilling wychowywała się częściowo w West Roxbury, a częściowo w Wayland, przemieszczając się pomiędzy domami rodzinnymi.
Jako fanka serialu Ostry dyżur, Schilling szybko zainteresowała się aktorstwem. W szkole średniej brała udział w szkolnej aranżacji przedstawienia Skrzypek na dachu. Po ukończeniu szkoły wyższej w Wayland wstąpiła na Uniwersytet Fordham, gdzie kontynuowała udział w występach scenicznych aż do uzyskania tytułu licencjata w Sztuce w 2006 r. Schilling rozpoczęła wtedy naukę na New York University, którą przerwała będąc na drugim roku, by skupić swoją uwagę na udziale w castingach. W międzyczasie, aby zarobić na utrzymanie, pracowała jako opiekunka dzieci na Manhattanie. Jej debiutem filmowym była drugoplanowa rola w niezależnym filmie Czarna Materia w 2007 roku.

## Kariera
Kariera Schilling rozpoczęła się od serialu NBC Szpital Miłosierdzia, gdzie zagrała rolę pielęgniarki, weteranki wojny w Iraku. Podczas castingu aktorka zrobiła duże wrażenie na producentach serialu, którzy zatrudnili ją pomimo faktu, że na jej koncie znajdował się wówczas tylko jeden występ filmowy. Schilling odgrywała główną rolę w serialu przez cały czas jego nadawania w latach 2009–2010.
W 2012 r. Schilling zagrała rolę Christine Mendez, uwięzionej w Iranie pracownicy Ambasady Stanów Zjednoczonych w nagrodzonym Oscarem filmie Operacja Argo. Można ją oglądać w serialu Netflixa Orange Is the New Black, gdzie odgrywa rolę Piper Chapman, kobiety odbywającej wyrok piętnastu miesięcy pozbawienia wolności za przestępstwo związane z przemytem narkotyków, za co w 2014 r. otrzymała nominacje do nagród: Złotego Globu dla „najlepszej aktorki w serialu dramatycznym” oraz Emmy dla „najlepszej aktorki pierwszoplanowej w serialu dramatycznym”.

## Filmografia
- 2007: Ciemna materia jako Jackie
- 2009–2010: Szpital Miłosierdzia jako Veronica Flanagan Callahan
- 2011: Atlas zbuntowany: Część I jako Dagny Taggart
- 2012: Szczęściarz jako Beth Green
- 2012: Operacja Argo jako Christine Mendez
- 2013: Zostań ze mną jako Abbey
- od 2013: Orange Is the New Black jako Piper Chapman
- 2015: Szalona noc jako Emily
- 2017: Take Me jako Anna St. Blair
- 2018: The Public jako Angela
- 2018: The Titan jako Dr. Abi Janssen
- 2018: Family jako Kate
- 2019: Prodigy. Opętany jako Sarah Blume
- 2019: Phil jako Samantha Ford